# Arbutus canariensis
Arbutus canariensis är en ljungväxtart som beskrevs av Duham. Arbutus canariensis ingår i släktet Arbutus och familjen ljungväxter. Inga underarter finns listade i Catalogue of Life.

## Bildgalleri

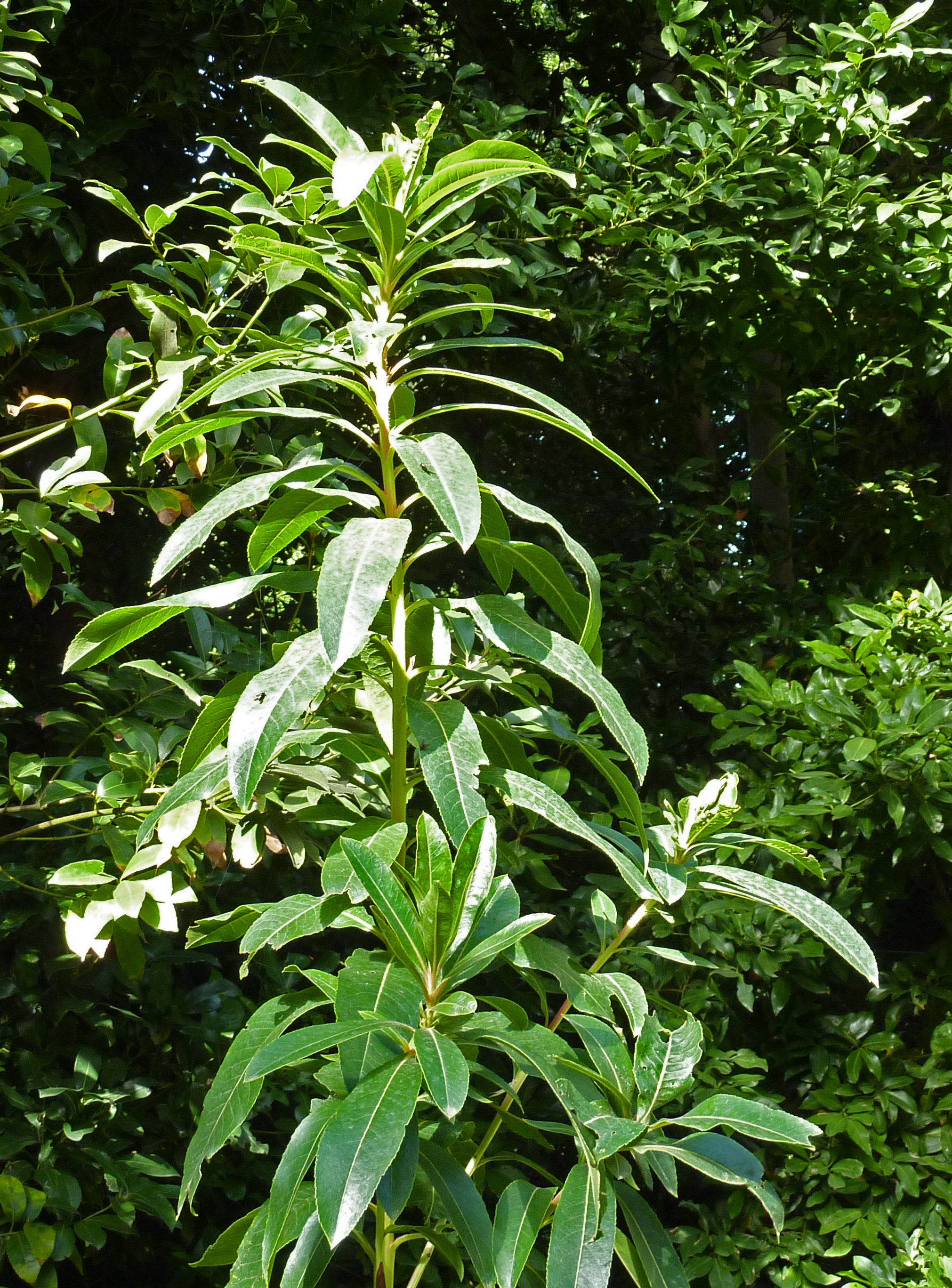
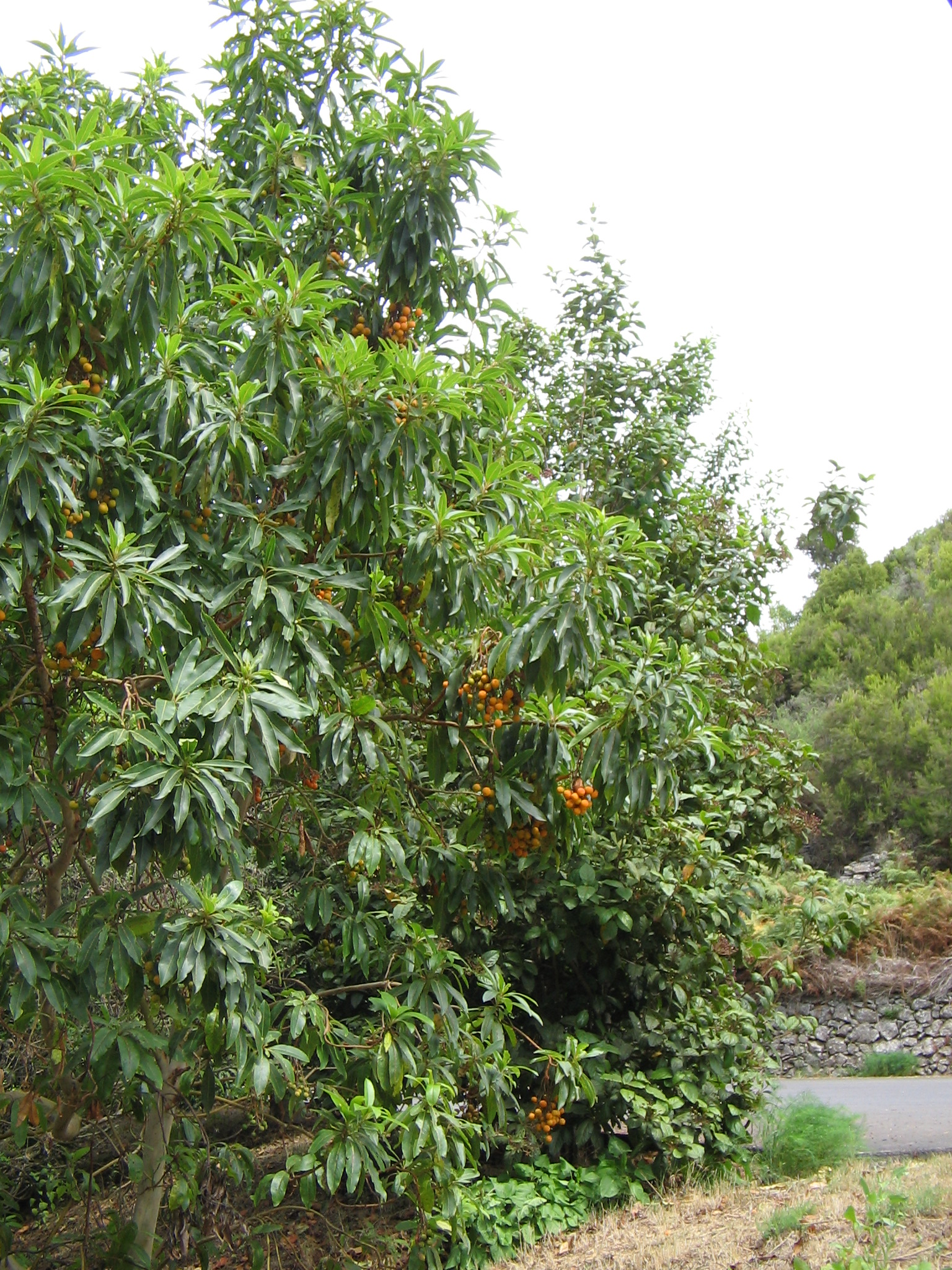
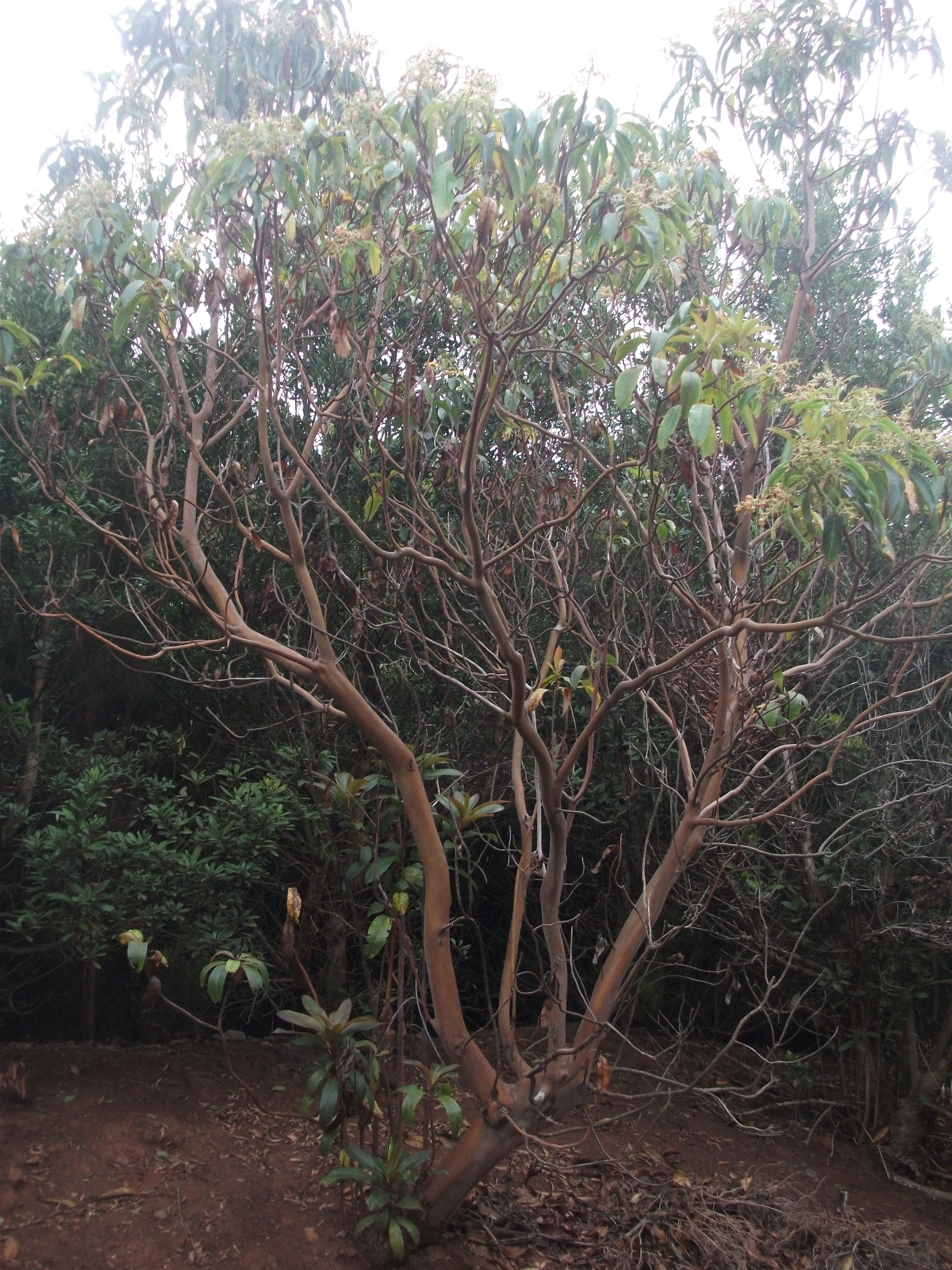
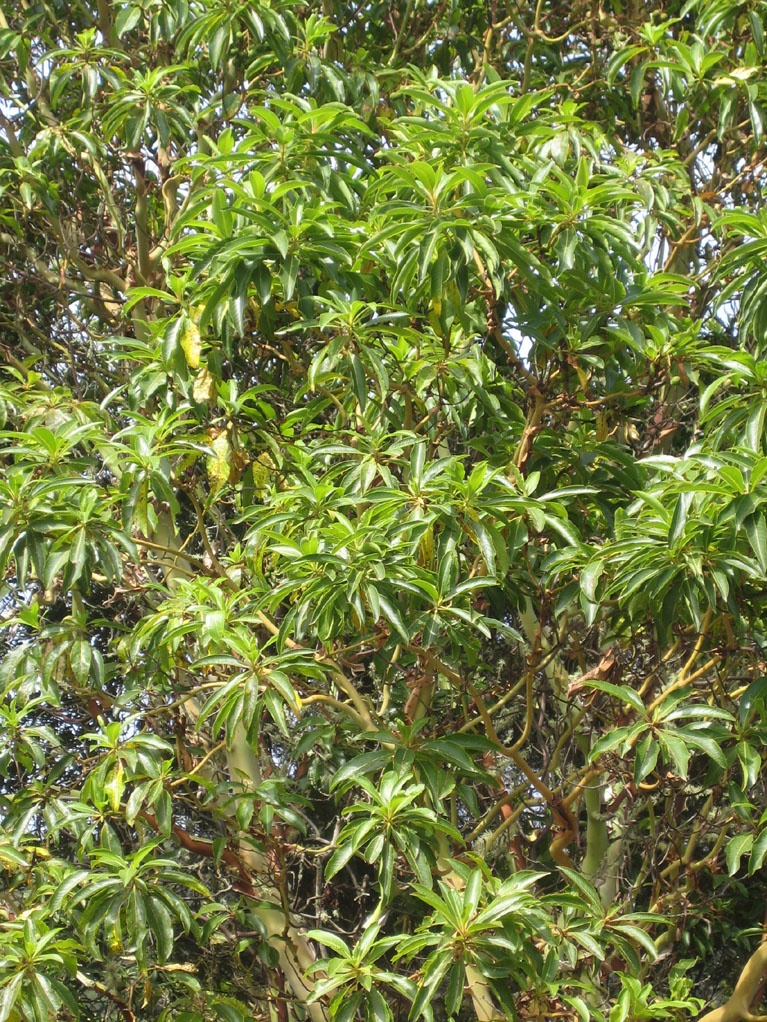